# Alfred Probst
Alfred Probst (1894-1958) fue un deportista suizo que compitió en remo.
Participó en los Juegos Olímpicos de París 1924, obteniendo dos medallas, oro en la prueba de cuatro con timonel y bronce en cuatro sin timonel. Ganó dos medallas de oro en el Campeonato Europeo de Remo, en los años 1923 y 1925.

## Palmarés internacional
| Juegos Olímpicos   | Juegos Olímpicos       | Juegos Olímpicos  | Juegos Olímpicos   |
| Año                | Lugar                  | Medalla           | Prueba             |
| ------------------ | ---------------------- | ----------------- | ------------------ |
| 1924               | París (Francia)        | Medalla de oro    | Cuatro con timonel |
| 1924               | París (Francia)        | Medalla de bronce | Cuatro sin timonel |
| Campeonato Europeo |                        |                   |                    |
| Año                | Lugar                  | Medalla           | Prueba             |
| 1923               | Como (Italia)          | Medalla de oro    | Cuatro con timonel |
| 1925               | Praga (Checoslovaquia) | Medalla de oro    | Cuatro sin timonel |